# Mil nubes de paz cercan el cielo, amor, jamás acabarás de ser amor
Mil nubes de paz cercan el cielo, amor, jamás acabarás de ser amor é um filme de drama mexicano de 2003 dirigido e escrito por Julián Hernández. Estrelado por Juan Carlos Ortuño e Juan Carlos Torres, estreou no Festival Internacional de Cinema de Berlim em 11 de fevereiro.

## Elenco
- Juan Carlos Ortuño - Gerardo
- Juan Carlos Torres - Bruno
- Salvador Álvarez - Susana
- Manuel Grapain Zaquelarez - Jorge
- Rosa María Gómez - Mary
- Perla de la Rosa - Anna
- Clarisa Rendón - Nadia
- Salvador Hernández - Antonio